# 猶太禮堂

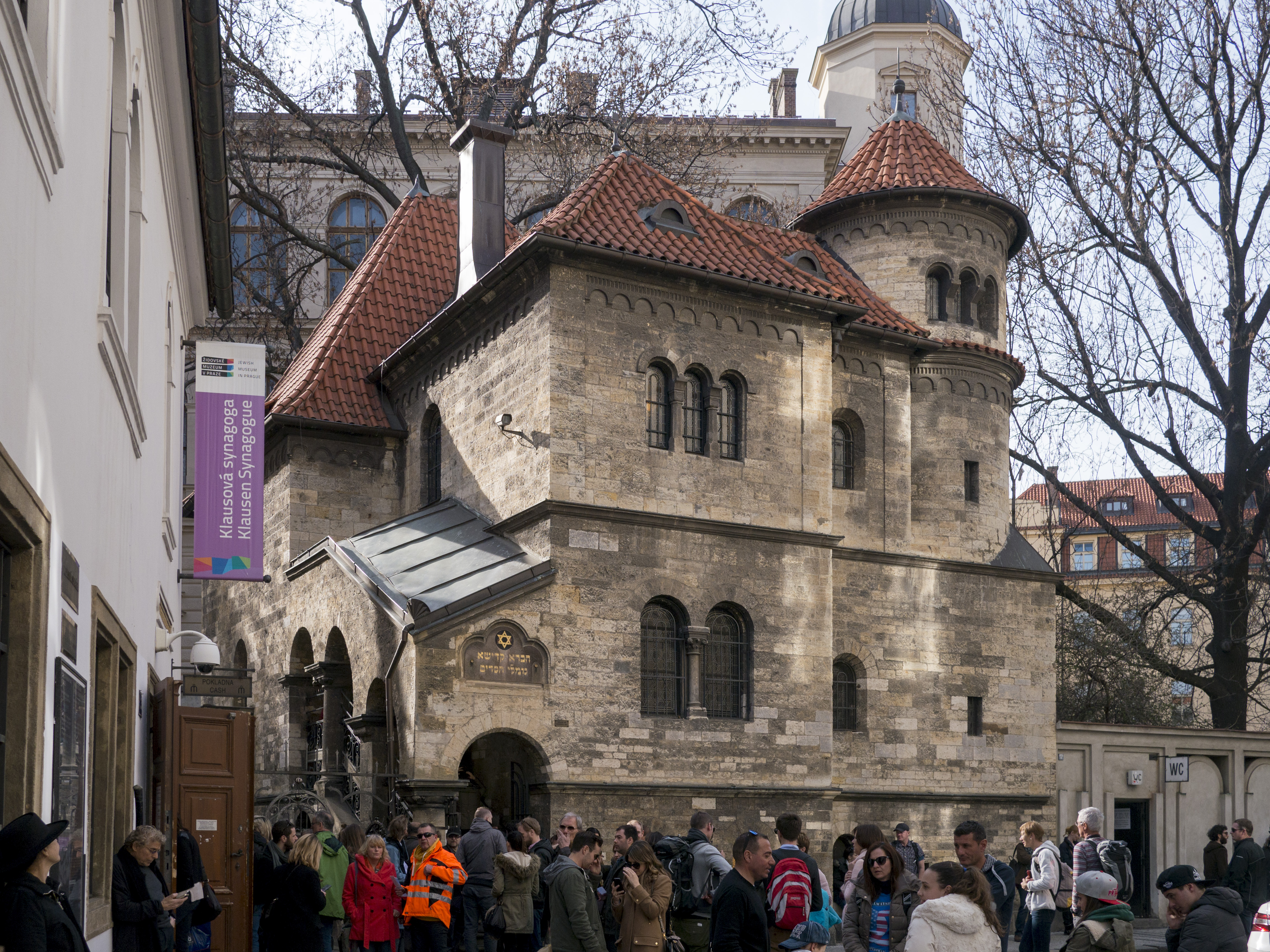

猶太禮堂（Obřadní síň）是位於捷克首都布拉格猶太人區的一座建築。這座建築修建於1911年至1912年，設計者是建築家J. Gerstl。現在這座建築是猶太人博物館的一部分。

## 外部連結
- Jewish Museum of Prague  （页面存档备份，存于）

50°05′24″N 14°25′01″E / 50.09000°N 14.41694°E